# Gods and Heroes: Rome Rising
 (mars 2015).
Gods and Heroes: Rome Rising est un jeu de rôle en ligne massivement multijoueur (MMORPG) développé par Perpetual Entertainement et Heatwave Interactive. Le jeu est publié par Sony Online Entertainments.
Annoncé en 2005, le projet semble rencontrer de nombreuses difficultés qui repoussent sa date de sortie. Depuis 2008, le projet est suspendu indéfiniment. Le projet est repris en 2010 par Heatwave Interactive et le jeu sort en 2011.

## Trame
Une race d'anciens demi-dieux, puissants ennemis du Panthéon sont de retour après leur long exil, assoiffés de vengeance. Après avoir enlevé les héros de Rome, ils ont incité les bêtes, les créatures et les cultures rivales de la péninsule à ouvrir les hostilités contre la toute jeune République. Pour Rome, ce sont les heures les plus sombres. Les joueurs s'embarquent dans une quête épique pour vaincre ces ennemis et assurer le futur de la République romaine naissante.

## Classe du joueur
Le joueur doit choisir une classe parmi les six proposées: Soldat, gladiateur, magicien, prêtre, scout ou nomade. Puis, le joueur doit choisir lequel des deux dieux inhérents à chaque classe le protégerait, conférant au héros des pouvoirs divins uniques:
- Soldat - Les soldats sont sous la protection de Minerve ou de Mars.
- Gladiateurs - Les gladiateurs sont sous la protection de Jupiter ou de Fortuna.
- Magiciens - Les magiciens sont sous la protection de Bacchus ou de Trevia.
- Prêtres - Les prêtres servent Junon ou Pluton.
- Scouts - Les scouts servent l'un des deux jumeaux Diane ou Apollon.
- Nomades - Les nomades servent Némésis ou Mercure.

## Sortie
Initialement prévu pour le quatrième trimestre 2005, le jeu est repoussé plusieurs fois avant d'être annoncé pour la dernière fois en 2008. Cette même année, les développeurs annoncent que le projet est annulé pour privilégier le développement de Star Trek Online.
Le projet fut repris en 2010 par Heatwave Interactive et le jeu sorti en 2011. En septembre 2012 les serveurs ferment définitivement face au manque d’engouement autour du MMORPG.

## Distinction
Le titre a été distingué à l'E3 de 2006.